# Nathalie Léger
Nathalie Léger, née le 20 septembre 1960, est une femme de lettres française : écrivaine (biographe, essayiste, romancière), éditrice et commissaire d'expositions consacrées à la littérature et au théâtre. Elle est notamment directrice générale de l'Institut mémoires de l'édition contemporaine (IMEC) à Caen.

## Biographie
Nathalie Léger fut commissaire de plusieurs expositions et notamment « Le Jeu et la Raison », consacrée à Antoine Vitez (Festival d'Avignon 1994), « L'Auteur et son éditeur » (IMEC, 1998) ainsi que de l'exposition sur Roland Barthes, qui s'est tenue au Centre Georges-Pompidou en 2002 puis, en 2007, de l'exposition sur Samuel Beckett dans ce même lieu.
Elle a dirigé l'édition en cinq volumes des Écrits sur le théâtre d'Antoine Vitez (P.O.L 1994-1998) et établi, annoté et présenté celle des deux derniers cours de Roland Barthes au Collège de France La Préparation du roman (Seuil-IMEC, 2002).
Elle est l'auteur d'un essai intitulé Les Vies silencieuses de Samuel Beckett. 
Elle publie en 2008 son premier roman autour de la comtesse de Castiglione, L'Exposition, puis, en 2012, Supplément à la vie de Barbara Loden, roman consacré à l'actrice et réalisatrice Barbara Loden. Dès sa publication, Supplément… remporte un très grand succès critique et reçoit le 4 juin 2012 le prix du livre Inter.
En 2018, elle publie La Robe blanche, qui retrace l'histoire tragique de l'artiste performeuse italienne Pippa Bacca, violée et assassinée en Turquie en avril 2008 alors qu'elle faisait un « voyage de la paix » en auto-stop, de Milan à Jérusalem, symboliquement dans une robe de mariée. Elle reçoit le prix Wepler 2018.

## Œuvres
- 2006 : Les Vies silencieuses de Samuel Beckett, éditions Allia
- 2008 : L'Exposition, éditions P.O.L
- 2012 : Supplément à la vie de Barbara Loden, P.O.L
- 2018 : La Robe blanche, P.O.L
- 2020 : Suivant l'azur, P.O.L

## Prix et distinctions
- Prix du livre Inter 2012[4] pour Supplément à la vie de Barbara Loden
- Prix Wepler 2018[5]  pour La Robe blanche
- Sélection prix du Roman des étudiants France Culture-Télérama 2018[6] pour La Robe blanche